# Rizpà

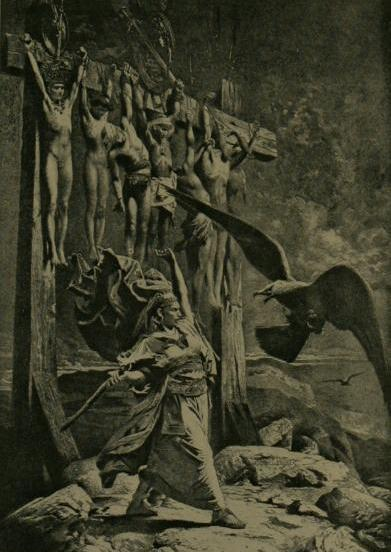
Rizpà protegge i corpi dei suoi figli (George Becker, 1875 ca.)

Rizpà (in ebraico:  רִצְפָּה; trasl.: riz'-pa o Ritspàh), romanizzato anche come Rispa, è un personaggio femminile della Bibbia. Fu la figlia di Aià e una delle concubine di Saul dal quale concepì Armonì e Merib-Bàal.

## Etimologia
La parola Rizpà può probabilmente derivare dal verbo ebraico רצף (razaf, lett.: "tizzone ardente", "pietra infuocata")
Nella Septuaginta greca il suo nome è ρεσφα (trasl: resfa). È menzionata in 2 Samuele 3:7 e in 2 Samuele 21:8-11.

## Nella Bibbia

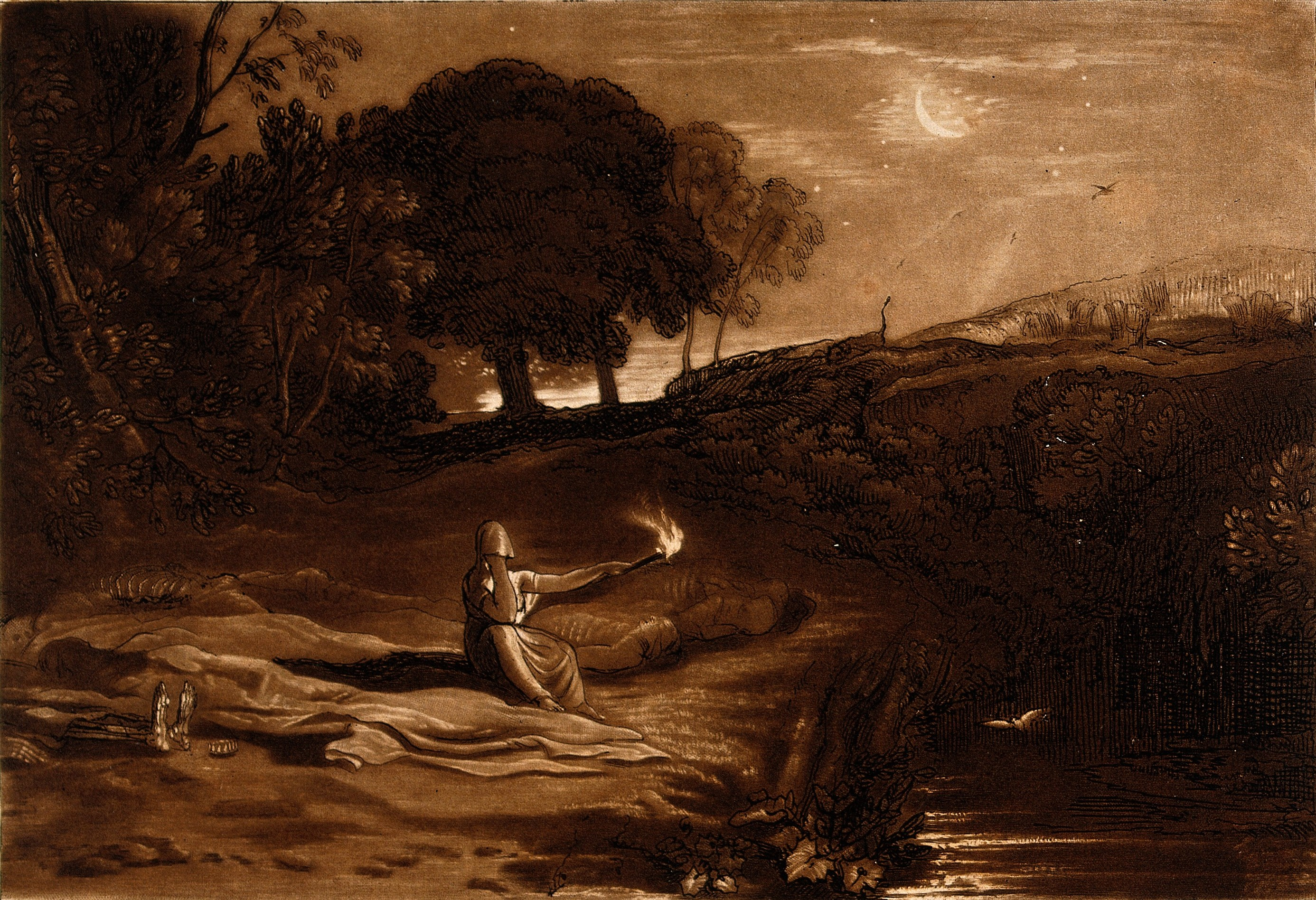
Rizpà veglia nella notte quieta sui corpi in disfacimento dei figli (William Turner, 1812)

Alla morte di Saul, Abner fu accusato di essersi unito con Rizpah. La lite con Is-Bàal, l'erede di Saul, portò alla defezione di Abner da Davide (2 Samuele 3:17-21), alla caduta di Is-Bàal e alla riunificazione dei due regni di Israele sotto l'unica corona di Davide, che già era a capo di quello Giuda.
Durante la prima metà del regno di David a Gerusalemme, Israele fu colpito da una grave carestia di tre anni. Si credeva che questa calamità fosse conseguenza delle azioni di Saul contro i Gabaoniti, che erano i superstiti non ebrei del popolo di amorita. Quando Davide chiese ai Gabaoniti quale fosse la riparazione da loro desiderata, essi risposero che null'altro avrebbe potuto compensare i torti di Saul se non la morte di sette dei suoi figli.
Davide consegnò loro i due figli di Rizpà e cinque dei figli di Merab, la figlia maggiore di Saul, che questi diede in sposa al nobile Adriele. I Gabeoniti li uccisero e appesero i loro cadaveri nel santuario di Gabaa In seguito Rizpà prese dimora su una roccia di Gibaa e per cinque mesi rimase ad osservare i corpi sospesi dei suoi figli, per impedire che fossero divorati dalle bestie e dagli uccelli rapaci, finché il re Davide non gli diede una degna sepoltura nella tomba di famiglia a Zela dove riposavano anche i resti di Saul e Gionata.

## Nella letteratura
Il rabbino britannico Jonathan Magonet disse che Rizpà era come «ogni madre che vede i suoi figli morire prematuramente per la ragione di Stato, siano essi in tempo di pace o in tempo di guerra. Tutto ciò che le resta è preservare la dignità della loro memoria e continuare a vivere per rendere testimonianza testimoniare e chiedere conto ai governanti del mondo».